# Cy Young
Denton True Young  (ur. 29 marca 1867 w Gilmore, w stanie Ohio, zm. 4 listopada 1955 w Newcomerstown, Ohio) – amerykański baseballista, który występował na pozycji miotacza przez 22 sezony w Major League Baseball.

## Przebieg kariery
Zawodową karierę rozpoczął w 1889 roku w lokalnej lidze Tri-State League w zespole Canton Nadjys, a jego win–loss record wyniósł 15–15. Po roku został sprzedany za 500 dolarów do Cleveland Spiders, klubu National League, gdzie występował do sezonu 1898. W tym czasie trzykrotnie osiągnął pułap 30 zwycięstw lub więcej, a w 1892 zwyciężył w klasyfikacji ERA z wynikiem 1,73. Rok później zwiększono dystans między bazą miotacza a krawędzią bazy domowej do 
60 stóp i 6 cali (18 m 44 cm), mimo to Young opanował narzut fastballa (prosta, szybka piłka przy prędkości ponad 90 mil na godzinę) na tym dystansie, dlatego też zyskał przydomek Cy (skrót od cyclone). W 1899 roku właściciele Cleveland Spiders zakupili będący na skraju bankructwa klub St. Louis Browns i zmienili jego nazwę na St. Louis Perfectos, do którego dołączył Young. W marcu 1901 roku podpisał kontrakt z Boston Americans. Dwa lata później Americans zwyciężyli w World Series, a Young zagrał w czterech spotkaniach (w dwóch zwyciężył, miał 1,85 ERA oraz 17 strikeouts).
5 maja 1904 roku w meczu przeciwko Philadelphia Athletics rozegrał perfect game i zarazem stał się pierwszym miotaczem w historii Major League Baseball, który uczynił to przy nowych wymiarach boiska. Był to jego drugi no-hitter w karierze (pierwszy w 1898); trzeci rozegrał w 1908 przeciwko New York Highlanders.
W lutym 1909 przeszedł do Cleveland Naps za 12 500 dolarów oraz w ramiach wymiany za dwóch zawodników Charliego Checha oraz Jacka Ryana. W sierpniu 1911 podpisał kontrakt z Boston Rustlers. Karierę oficjalnie zakończył w maju 1912 roku w wieku 45 lat.

## Nagrody i wyróżnienia
| Nagroda/wyróżnienie                    | Lata    | Źródło |
| Zwycięzca w World Series               | 1903    | [ 8 ]  |
| Major League Baseball All-Century Team |         | [ 9 ]  |
| Baseball Hall of Fame                  | od 1937 | [ 10 ] |